# Боллате
Боллате (итал. Bollate) — город в Италии, в провинции Милан области Ломбардия.
Население составляет 37 556 человек (на 2004 г.), плотность населения составляет 3100 чел./км². Занимает площадь 15 км². Почтовый индекс — 20021. Телефонный код — 02. 
Покровителем города почитается святитель Мартин Турский. Праздник ежегодно празднуется 11 ноября.
Главная достопримечательность — барочная усадьба рода Арконати-Висконти, прозванная ломбардским Версалем.